# Карчев (гмина)
Карчев (пол. Karczew) — гмина (волость) в Польше, входит как административная единица в Отвоцкий повет, Мазовецкое воеводство. Население — 15 929 человек (на 2004 год).

## Демография
| Перепись                       | Всего   | Всего | Женщины | Женщины | Мужчины | Мужчины |
| ------------------------------ | ------- | ----- | ------- | ------- | ------- | ------- |
| Единицы                        | человек | %     | человек | %       | человек | %       |
| Население                      | 15 929  | 100   | 8162    | 51,2    | 7767    | 48,8    |
| Плотность населения (чел./км²) | 195,5   | 195,5 | 100,2   | 100,2   | 95,3    | 95,3    |

## Поселения
1. Бжезинка
2. Цаловане
3. Глинки
4. Янув
5. Карчев
6. Кемпа-Надбжеска
7. Косумце
8. Лукувец
9. Надбжеж
10. Острувек
11. Острувец
12. Отвоцк-Малы
13. Отвоцк-Вельки
14. Пётровице
15. Собекурск
16. Владыславув
17. Выгода

## Соседние гмины
1. Гмина Целестынув
2. Гмина Гура-Кальваря
3. Гмина Констанцин-Езёрна
4. Отвоцк
5. Гмина Собене-Езёры